# John Hull
John Hull, född 1761 i Poulton, Lancashire, England, död 17 mars 1843 i London, framstående läkare och gynekolog i Manchester under slutet av 1700-talet och början av 1800-talet. Han spelade en aktiv roll inom stadens läkarkår och engagerade sig i debatt om aktuella frågor. Han etablerade sig som läkare och blev framträdande inom obstetrik, men var också en framstående botaniker.
Auktorsnamnet Hull kan användas för John Hull i samband med ett vetenskapligt namn inom botaniken; se Wikipediaartiklar som länkar till auktorsnamnet.

## Biografi
Hull var äldste sonen till John Hull, som själv var apotekare och kirurg. Han blev föräldralös i ganska tidig ålder och blev vid sexton års ålder lärling hos Mr Lancaster, en kirurg, manlig barnmorska och apotekare i Blackburn. Efter avslutad lärlingstid reste Hull till London för att kvalificera sig hos Corporation of Surgeons, vilket han lyckades göra 1784. Studentanteckningarna bland hans bevarade manuskript visar att han studerade medicin vid St Thomas 'Hospital, London under en period av minst ett år under 1783-1784, om inte längre, studerade under framstående läkare som George Fordyce och Henry Cline. Efter att ha kvalificerat sig 1784 återvände han till Blackburn där han ingick partnerskap med sin tidigare mästare Mr Lancaster, och hans framgång där gjorde det möjligt för honom att köpa praktiken. År 1791 gifte han sig med systern till Dr William Winstanley och fortsatte med ytterligare medicinska studier i Leiden, Nederländerna där han tog sin doktorsexamen den 18 maj 1792, med sin avhandling med titeln De Catharticis.

## Karriär och vetenskapligt arbete
Efter att ha återvänt till Storbritannien är Hull känd för att ha fortsatt att praktisera i Blackburn en tid innan han kom till Manchester 1796 och 1797 är det känt att han praktiserat på 8 St James' Square. Senare källor visar att han var registrerad på 30 Mosley Street. Hans flytt till Manchester berodde delvis på avsaknaden av ett sjukhus med vårdplatser i Blackburn, vilket hindrade utvecklingen av hans intressen inom obstetrik. I Manchester etablerade han sig som en högt respekterad förlossningsläkare och engagerade sig i en aktiv debatt om praktik, särskilt när det gällde hans tro på att kejsarsnitt ibland var nödvändiga och användbara. Med stöd av personalen på Lying-in Hospital, numera St Mary's Hospital, kritiserades han dock av personal på Manchester Royal Infirmary, särskilt William Simmons, som publicerade en attack mot operationen. Hull publicerade i sin tur ett svar och debatten fortsatte i flera år.
Hull gick med i personalen på Manchester Lying-in Hospital 1804 samt blev en del av dess medicinska kommitté. Ett år senare 1805 skapades läkarplatsen på sjukhuset och tilldelades omedelbart Hull som innehade posten fram till sin pensionering 1837. Han arbetade också nära Manchesters andra medicinska anläggningar och han är listad som konsultläkare till Institution for Curing Diseases of the Eye, nu Manchester Royal Eye Hospital. Dessutom tros han 1819 ha varit delaktig i grundandet av Manchester and Salford Lock Hospital and Dispensary for unfortunate women, senare St Luke's Hospital, tillsammans med Joseph Jordan, William Simmons, William Brigham och Michael Stewart. Katalysatorn för Lock Hospitals grundande hade varit det faktum att Manchester Royal Infirmary inte skulle acceptera venerala fall, mycket beroende på uppmaning av flera av stadens läkare.

### Föreningsengagemang
Hull antogs till extralicentiat vid Royal College of Physicians i juni 1806 och licentiat i juni 1819. Han var också engagerad i lokala föreningar som aktiv medlem i Manchester Literary and Philosophical Society, som vid den tiden var den enda verkliga platsen där Manchesterläkare och andra medlemmar av läkarkåren kunde träffas och diskutera professionella frågor. Det var här kontroverserna om kejsarsnittet utspelade sig, och Hull var medsekreterare i många år innan han valdes till president 1809. Han avgick dock från denna roll ganska snabbt till förmån för Thomas Henry, en av sällskapets grundare, som snart omvaldes. Behovet av ett dedikerat medicinskt sällskap möttes några år senare och Hull ledde initiativet att etablera Manchester Medical Society 1834 och fungerade särskilt som deras första president från 1834 till 1838. Vid grundandet överlämnade Hull ett stort antal böcker till sällskapet till hjälp med att etablera det som så småningom skulle bli ett mycket stort bibliotek. 
Hull var dessutom en ivrig botaniker, en roll som han var välkänd för och framgår av några av hans publikationer och hans bevarade manuskript. Han var också medlem i Linnésällskapet.